# José Rizal
José Protasio Rizal Mercado y Alonzo Realonda (Calamba, 19 giugno 1861 – Manila, 30 dicembre 1896) è stato un poeta, scrittore, rivoluzionario, scultore, pittore, oculista e linguista filippino.
Considerato il più grande eroe filippino e de facto un eroe nazionale, la sua vita e le sue opere furono ispiratrici del movimento nazionalista filippino. L'esecuzione e la conseguente morte nel 1896 lo hanno reso uno dei martiri della rivoluzione filippina. L'anniversario della sua morte è oggi considerato giorno di festa nazionale nelle Filippine.
Rizal studiò all'Università Ateneo de Manila, ottenendo un bachelor nelle arti. Si iscrisse a medicina e filosofia all'Università di Santo Tomás per poi andare a Madrid, dove continuò a studiare presso l'Università Complutense di Madrid, ottenendo il titolo di licenziato in medicina. In seguito frequentò l'Università di Parigi e poi l'Università di Heidelberg. Si laureò in tre anni sia in medicina che in lettere e filosofia. Uomo d'ingegno e talento universale, oltre al tagalog sapeva parlare almeno altre dieci lingue. Era anche un poeta lirico, tra le sue opere figurano i romanzi Noli me tangere ed El filibusterismo.
Come figura politica, era leader di un'associazione di riforma non violenta, la lega filippina. La sua morte e le sue attività politiche furono ispiratrici della rivoluzione filippina, guidata da Andrés Bonifacio e poi da Emilio Aguinaldo.

## Biografia
È difficile descrivere la sua breve vita con precisione non solo per la molteplicità delle attività e dei luoghi, ma anche per l'autocensura che familiari ed amici si dovettero imporre, distruggendo ogni documento che lo riguardasse, per evitare guai con la polizia spagnola. Genio precoce e multiforme, spaziò con eccellenza in vari campi della letteratura, dell'arte, della scienza e della tecnica: basti dire che parlava venti lingue e dialetti e ne conosceva un'altra diecina e che ad otto anni compose in versi una commedia acquistata da un sindaco per la rappresentazione nelle feste locali.

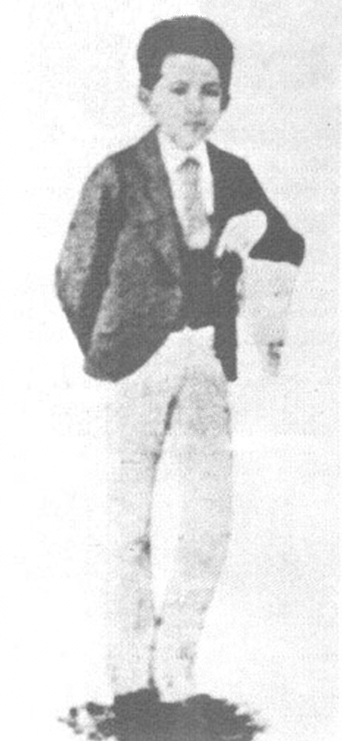
Rizal all'età di undici anni.

I genitori di Rizal, Francisco Engracio Rizal Mercado y Alejandra II (1818-1898) e Teodora Morales Alonso Realonda y Quintos (1827-1911), erano due ricchi agricoltori e coltivatori di canna da zucchero e riso dell'isola di Luzón. Rizal era il settimo di undici figli: Saturnina (1850-1913), Paciano (1851-1930), Narcisa (1852-1939), Olympia (1855-1887), Lucia (1857-1919), Maria (1859-1945), José Protasio (1861-1896), Concepcion (1862-1865), Josefa (1865-1945), Trinidad (1868-1951) e Soledad (1870-1929).
José era di lontane origini cinesi: era infatti discendente di 6ª generazione di Domingo Lam-co, mercante cinese giunto nelle Filippine dalla regione di Jinjiang verso la metà del XVII secolo. Lam-co sposò Inez de la Rosa, nativa di Luzon e anch'ella di origini cinesi. Per evitare ogni forma di sinofobia delle autorità spagnole nei confronti dei suoi discendenti, Lam-co cambiò il proprio cognome e decise di utilizzarne uno spagnolo. Scelse Mercado ("mercato") per indicare le rotte commerciali cinesi.
Nel 1849 il governatore generale Narciso Clavería y Zaldúa ordinò a tutte le famiglie filippine di scegliere nuovi cognomi, da una lista di nomi di casati spagnoli. Il padre di José, Francisco, scelse "Rizal" (in origine Ricial, "campi verdi"), consigliatogli da un governatore provinciale e amico. Il cambio causò molta confusione nei suoi affari, molti dei quali iniziati con il suo cognome originale. Dopo un paio di anni iniziò ad utilizzare "Rizal Mercado" come compromesso, ma spesso si fece identificare come "Mercado".
Nel 1872, partecipò ai moti di Cavite, che rappresentano l'avvio della resistenza patriottica filippina alle forze spagnole. A questa sommossa, sviluppatasi nel centro di Cavite, sull'isola di Luzon, parteciparono anche Marcelo Hilario del Pilar e il futuro fondatore della società segreta Katipunan, Andrés Bonifacio.
La madre di Rizal, Teodora Alonso Quintos, una delle donne più colte delle Filippine del suo tempo, esercitò una grande influenza sullo sviluppo intellettuale del giovane José. Questi, dopo aver frequentato l'ateneo di Manila, diplomandosi in agraria e agrimensura, e l'Università di Santo Tomás a Manila, studiando lettere, filosofia e medicina, nel 1882 si recò in Europa a studiare medicina ed arti liberali a Madrid.

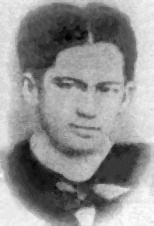
Rizal durante gli studi universitari.

Si laureò in tre anni sia in medicina che in lettere e filosofia. Studente brillante, divenne presto il leader della piccola comunità di studenti filippini in Spagna e si dedicò con passione alla riforma del dominio spagnolo nel suo paese. Di cultura occidentale, conscio dell'arretratezza tecnica e culturale del suo paese, mai propugnò l'indipendenza completa delle Filippine e tanto meno con mezzi violenti. I principali nemici delle riforme, ai suoi occhi, non erano la Spagna, che stava attraversando una profonda rivoluzione in senso liberale, ma i frati francescani, agostiniani e domenicani che tenevano la nazione in una condizione di paralisi culturale, economica e politica.
Rizal continuò i suoi studi medici a Parigi ed a Heidelberg, specializzandosi in oculistica. Nel 1887 scrisse il suo primo romanzo, Noli me tangere, un'appassionata esposizione dei misfatti della dominazione fratesca, paragonabile, nel suo effetto, alla denunzia dell'oppressione dei neri negli Stati Uniti de La capanna dello zio Tom di Harriet Beecher Stowe. Il seguito del primo romanzo, Il filibusterismo (La sovversione) del 1891, confermò la sua reputazione di leader del movimento riformista delle Filippine.
Nel 1890 ampliò ed annotò, con ricerche storiche effettuate al British Museum di Londra, un'edizione dell'opera di Antonio de Morga, Avvenimenti delle isole filippine, che mostrava che i nativi delle Filippine avevano avuto una lunga storia prima dell'arrivo degli spagnoli. Divenne il capo del movimento di propaganda, contribuendo con numerosi articoli al suo giornale, La solidarietà, pubblicato a Barcellona. Il programma politico di Rizal, come esposto nelle colonne del giornale, includeva l'integrazione delle Filippine come provincia della Spagna, rappresentanza al parlamento spagnolo, sostituzione dei frati spagnoli con preti filippini, libertà di assemblea e di espressione, uguaglianza dei filippini e degli spagnoli di fronte alle leggi.
Contro il consiglio dei suoi genitori e dei suoi amici, ritornò nell Filippine nel 1892. Quando estese a Manila un'associazione di riforma non violenta, la lega filippina, già fondata a Hong Kong, gli spagnoli lo arrestarono e lo esiliarono a Dapitan nel nord-ovest dell'allora poco esplorata isola di Mindanao. Rimase al confino per quattro anni, dedicandosi a ricerche naturalistiche (alcune piante ed animali portano il suo nome), fondando una scuola ed un ospedale, esercitando la sua professione di medico e di oculista con gran successo, impegnandosi nell'insegnamento per provare le sue teorie didattiche, avviando coltivazioni moderne, progettando e realizzando, con l'aiuto degli scolari, una piccola diga per portare l'acqua al paese. Nel 1896, tuttavia, scoppiò a Manila una insurrezione condotta da un'associazione segreta nazionalista separatista, Katipunan; benché non avesse connessione con questa organizzazione né parte nella rivolta, fu arrestato e processato per sedizione dai militari. Giudicato colpevole, come ispiratore, fu pubblicamente fucilato alla schiena a Manila, ma riuscì a cadere con la faccia volta al cielo. Alla fine, il plotone di esecuzione, costituito da fucilieri filippini collaborazionisti inquadrati nell'esercito spagnolo, al suono di una marcia trionfale intonata dalla banda musicale, esplose nel grido più osceno, secondo Unamuno, che si possa immaginare nella situazione: Viva la Spagna!

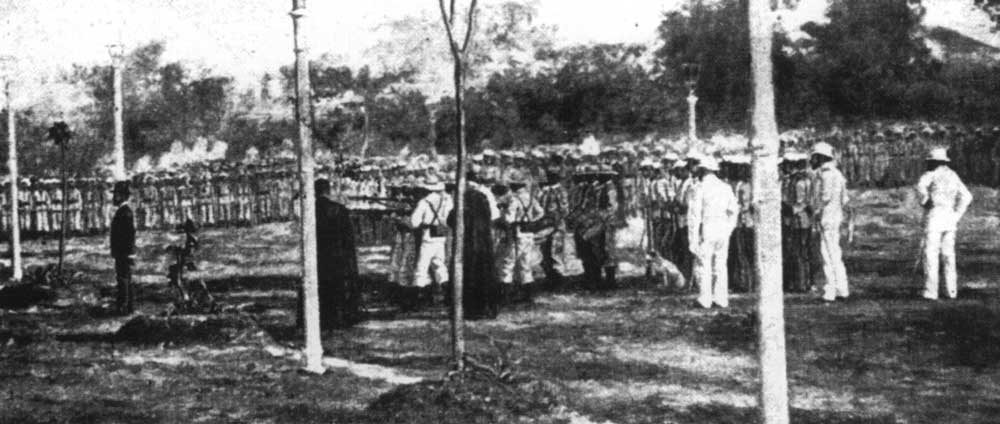
L'esecuzione di Rizal (1896)

Il suo martirio convinse i nazionalisti filippini che non c'era alternativa all'indipendenza completa dalla Spagna (che perse le Filippine meno di due anni dopo). Durante la vigilia della sua fucilazione, detenuto nel Forte Santiago, Rizal scrisse Mi último adiós ("Il mio ultimo addio"), considerato un capolavoro della poesia spagnola del XIX secolo. Parte del testo è inciso sul bronzo nel memoriale in suo nome situato al centro del Parco Rizal (o Luneta) a Manila. Lo stesso, tradotto in moltissime lingue, compreso l'italiano, è riportato in grandi tabelloni dentro il Forte Santiago.
Viene ancora imparato a memoria dai giovani scolari. Tutti conoscono l'inglese, anche se nessuno più usa il castigliano. Rizal risulta molto onorato in patria, dove è ancora studiato. Invece, la Spagna, per non perdere materialmente la colonia, ha finito per perdere i profondi legami culturali che vi aveva stabilito in più di trecento anni di colonizzazione. Un monumento a Rizal, a mezzo busto, è stato eretto nel 1999 anche in piazzale Manila a Roma. È stato sostituito, con una statua intera, a cura dell'Ambasciata Filippina presso il Vaticano, il 19 giugno 2011, in occasione del 150º anniversario della sua nascita.

## Le spoglie di Rizal
Merita un capitolo a parte il travagliato destino del corpo del martire filippino subito dopo la fucilazione, e i cui particolari sono descritti da Asuncion Lopez Bantug, nipote della sorella di Rizal, nel 1982.
Già il giorno prima dell'esecuzione la madre di Rizal, Doña Teodora, aveva implorato presso ogni funzionario di Manila che il corpo del figlio le venisse consegnato dopo l'esecuzione ma, oltre a una vaga promessa del sindaco di Manila, Don Manuel Luengo, ricevette solo dei dinieghi.
La mattina dell'esecuzione la sorella di Rizal, Sisa, e la madre passarono quelle terribili ore presso la loro casa e, quando la famiglia venne a sapere che tutto era finito, Sisa inviò immediatamente a Luneta, nei pressi del luogo dove era avvenuta la fucilazione, una bara che aveva fatto preparare per il fratello; ma fu grande la costernazione quando la famiglia scoprì che, nonostante le promesse del sindaco, del corpo di Rizal non vi era traccia e che nessuno avesse intenzione di dare indicazioni sul dove fosse stato portato. Immediatamente Sisa si fece trasportare a Paang Bundok, piccolo cimitero cattolico a nord di Manila dove Rizal aveva espresso la richiesta, nella sua lettera di addio alla famiglia, di essere sepolto, ma il corpo non era stato portato lì perché nel cimitero non era permessa la sepoltura di rivoluzionari.
Dopo avere provato in tutti i cimiteri cittadini, finalmente Sisa notò che al Cementerio General de Paco, oggi Paco Park, il sindaco di Manila con altri ufficiali stava ispezionando una tomba appena scavata e fu sicura che quella fosse la tomba del fratello, sepolto nascostamente nel piccolo cimitero in una fossa senza nome vicino al muro di cinta. Appena gli ufficiali lasciarono il posto, Sisa incontrò il guardiano del cimitero a cui chiese, implorandolo, di segnare la tomba con una piccola lapide di marmo che aveva portato con sé, su cui erano scolpite semplicemente le lettere RPJ, iniziali rovesciate di Rizal, per timore che una indicazione più precisa potesse fare sì che le autorità rimuovessero il corpo e lo portassero in qualche altro luogo segreto.
Le spoglie di Rizal ritornarono alla madre e alla famiglia solo il 17 agosto 1898, tre giorni dopo la Battaglia di Manila con cui le truppe americane avevano occupato la città a danno degli spagnoli: la sorella di Rizal e sua figlia Angelica, accompagnate dallo scultore Romualdo Teodoro de Jesus e da altri amici di famiglia si recarono a Paco e disseppellirono il corpo: Rizal era stato sepolto senza bara, nella nuda terra, ma i vestiti erano ancora riconoscibili. In una scarpa vi era qualcosa di irriconoscibile che Rizal vi aveva nascosto prima della morte; una vertebra era spezzata da un colpo di fucile del plotone di esecuzione e fu riposta in un'urna di argento e vetro e conservata presso la casa di Sisa insieme alle ossa del martire, che furono messe in una teca di avorio scolpita da De Jesus.
Solo il 30 dicembre 1912 le spoglie di Rizal, 16 anni dopo la sua morte e un anno dopo la morte della madre, trovarono pace e riposo nel monumento a lui intitolato a Luneta, Manila, nell'area in seguito rinominata Rizal Park.
In memoria di Rizal fu istituito nel 1911 l'Ordine dei Cavalieri di Rizal.